# NGC 4027A
NGC 4027A is een onregelmatig sterrenstelsel in het sterrenbeeld Raaf. Het en werd op 7 februari 1785 ontdekt door de Duits-Britse astronoom William Herschel.

## Synoniemen
- ESO 572-36
- MCG -3-31-7
- VV 66
- Arp 22
- PGC 37772